# Guerre de Treize Ans
Batailles
Konitz - Puck - Zatoka Świeża
La guerre de Treize Ans est un conflit qui opposa les chevaliers Teutoniques à la Pologne entre 1454 et 1466. Elle commença par un soulèvement des cités prussiennes et de la noblesse locale afin de gagner leur indépendance vis-à-vis de l'État monastique des chevaliers Teutoniques. Ces cités et ces nobles, réunis en confédération, demandèrent l'aide du roi de Pologne, Casimir IV, lui offrant d'incorporer la Prusse au royaume de Pologne. La guerre se termina par la victoire de la Pologne et de la Confédération prussienne et se conclut par le traité de Thorn en 1466.

## Prélude à la guerre

### Causes de la guerre
Au XVe siècle, les villes de Prusse connaissent une forte croissance économique, mais qui n'est cependant pas suivie par une augmentation de leur influence politique. La domination des chevaliers teutoniques sur la région est considérée comme anachronique et les taxes qu'ils imposent handicapent le développement économique de la province. La noblesse locale veut avoir son mot à dire sur la politique à mener et regarde avec envie l'aristocratie polonaise qui bénéficie de nombreux privilèges. Comme les habitants de la Prusse se mélangent peu à peu, les différences nationales disparaissent et la Prusse se rapproche de la Pologne.
La Poméranie orientale, dont la ville principale est Dantzig, a été autrefois conquise par Boleslas Ier de Pologne avant d'être gouvernée par l'Ordre teutonique. Les liens culturels et commerciaux avec la Pologne sont nombreux, tout comme les mariages entre la noblesse de Poméranie et celle de Cracovie. Cracovie appartient à la Hanse et compte de nombreux habitants d'origine allemande.

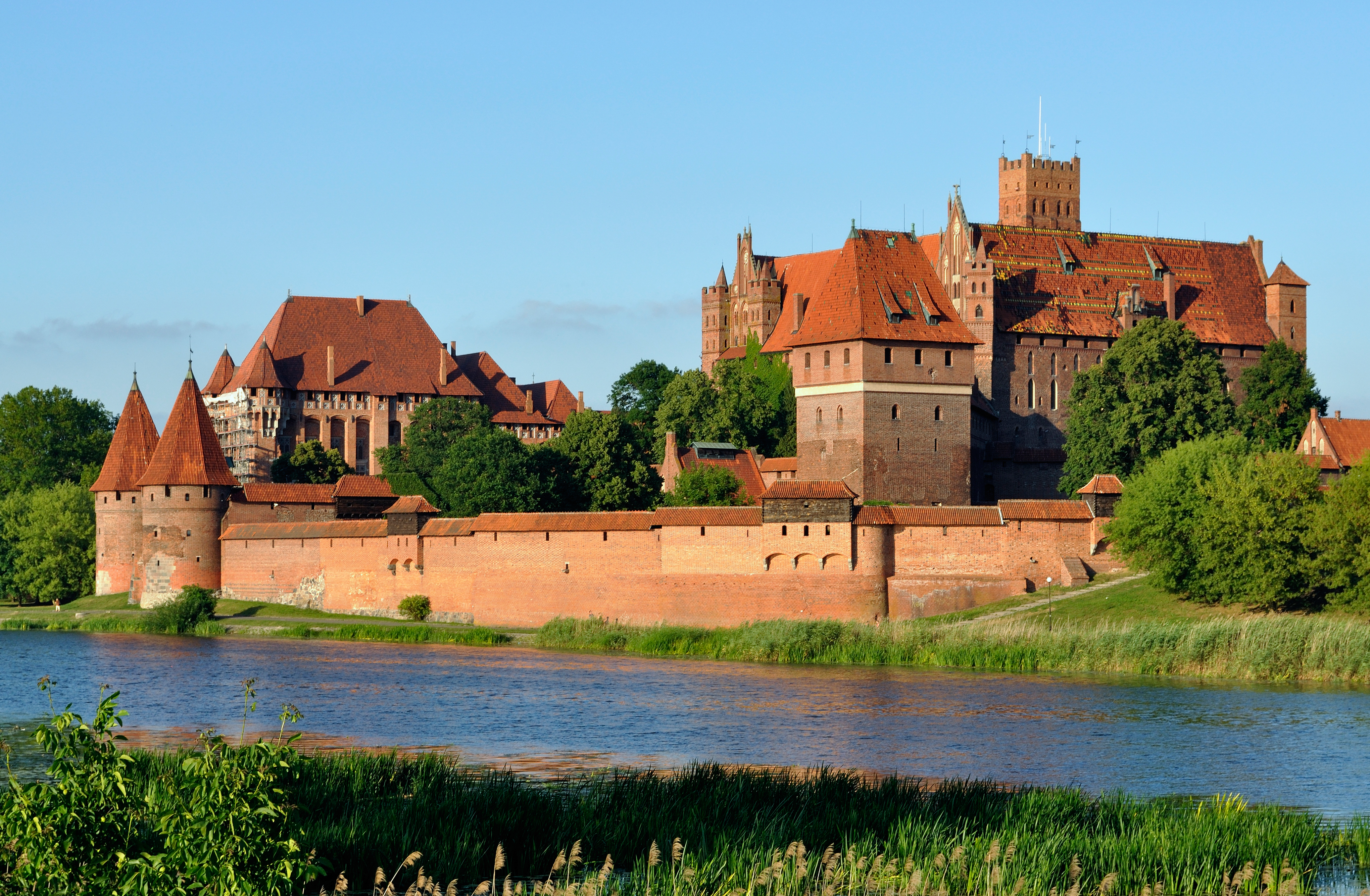
La forteresse de Marienbourg.

De même, il y a en Prusse une longue tradition de résistance contre les chevaliers teutoniques. Dès 1397, des chevaliers prussiens ont fondé une organisation secrète dirigée contre l'Ordre et, après la victoire polonaise à la bataille de Grunwald, les Prussiens ont juré allégeance à Ladislas II Jagellon avant de retourner sous la domination teutonique à la suite de l'échec des Polonais devant Marienbourg. Le 21 février 1440, des riches marchands et artisans, des nobles et des ecclésiastiques de Prusse forment la Confédération prussienne. Ses membres les plus éminents viennent de la noblesse de Thorn et de Culm et des cités hanséatiques d'Elbing et de Dantzig. Le grand maître de l'Ordre, Ludwig von Erlichshausen, qui a pris ses fonctions en 1450 s'oppose fermement à l'existence de cette confédération.

### Négociations de 1452 à 1454
En 1452, la Confédération demande la médiation de l'empereur Frédéric III pour régler ses désaccords avec l'Ordre teutonique, mais, le 5 décembre 1453, l'empereur interdit la Confédération et lui ordonne de se soumettre à l'Ordre. Confronté à cette situation, les Prussiens demandent et reçoivent l'aide de la Pologne, grâce à l'appui de la reine mère, Sophie de Holszany, et malgré l'opposition de l'évêque de Cracovie, Zbigniew Oleśnicki, qui tente d'empêcher la guerre.
Au mois de janvier 1454, quand Casimir IV se marie avec Élisabeth de Habsbourg, les Prussiens demandent au roi de Pologne d'incorporer leur région à son royaume, lui envoyant un acte formel de désobéissance au grand maître de l'Ordre le 4 février. Deux jours plus tard, la rébellion débute et peu après toute la Prusse, à l'exception de Marienbourg, Stuhm et Konitz, est libérée de la domination teutonique.
La Confédération envoie une délégation officielle en Pologne et, après que le roi a accepté les conditions d'incorporation, les délégués jurent allégeance à Casimir IV le 6 mars 1454. En échange, Casimir IV accorde d'entiers privilèges aux cités et à la noblesse prussienne et, le 15 avril, la plupart des états prussiens jurent à leur tour allégeance au roi de Pologne. La Pologne envoie alors au grand maître de l'Ordre teutonique une déclaration de guerre, prédatée du 22 février.

## Situation internationale
En 1454, la Pologne est en conflit avec le grand-duché de Lituanie et, bien que Casimir IV soit nominalement son grand-duc, la Lituanie ne participe pas au conflit à l'exception de quelques raids inefficaces. Ailleurs, la situation est favorable aux Polonais, malgré les menaces d'invasion de la grande-principauté de Moscou et de l'Empire ottoman qui a pris Constantinople en 1453, car aucun pays étranger n'est désireux d'intervenir.
La frontière sud est sécurisée de par la faiblesse de la Bohême résultant des croisades contre les Hussites. La Ligue hanséatique soutient les deux partis à la fois, ayant aussi bien des liens avec les cités prussiennes qu'avec les chevaliers teutoniques. L'ordre de Livonie est en conflit avec le Danemark et se révèle donc incapable d'aider l'Ordre teutonique alors que le principal souci du pape Nicolas V est l'Empire ottoman.

## Les forces en présence

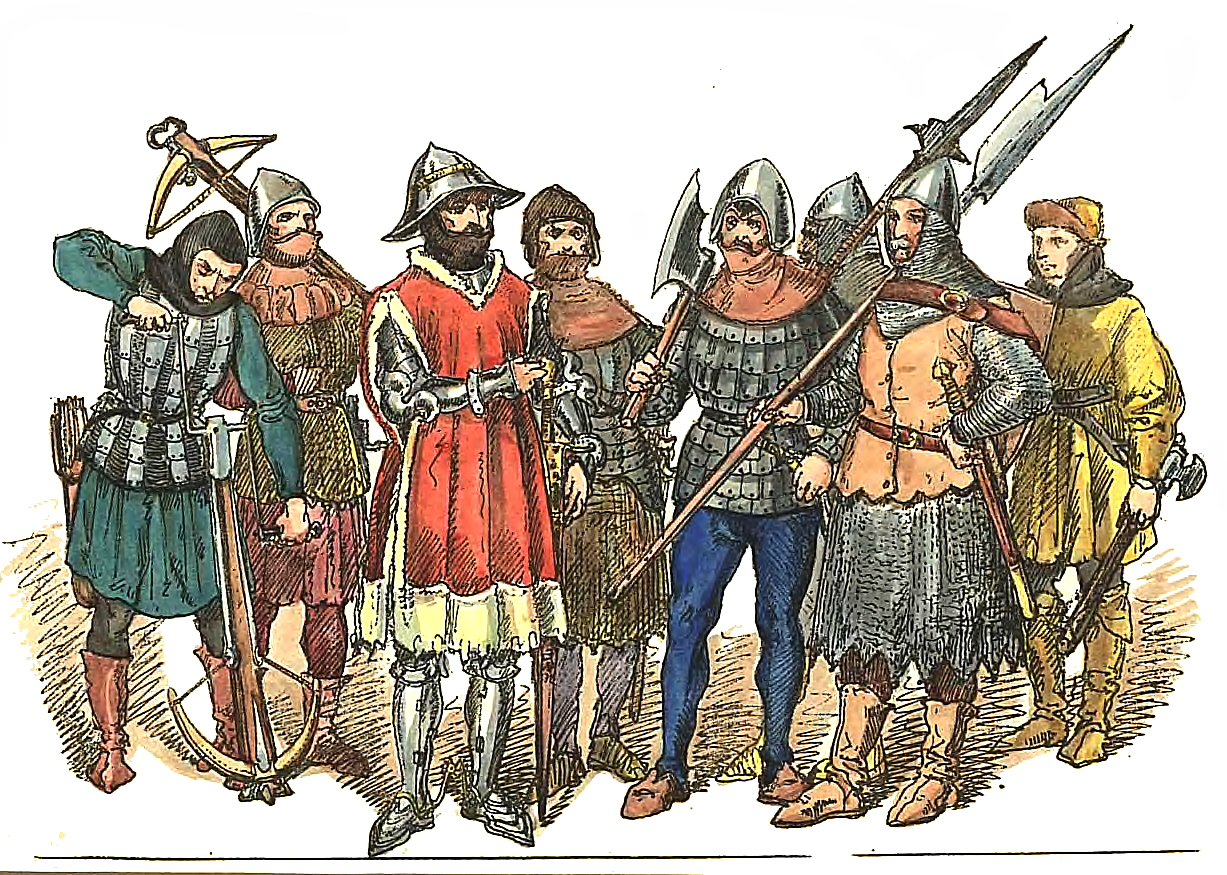
Soldats polonais au XVe siècle.

La plus grande partie de l'armée polonaise est formée de conscrits. Tous les nobles ont pour devoir de lever des troupes dans leurs villages alors que les cités fournissent les chevaux, la nourriture ainsi que d'autres services. Entre l'infanterie et la chevalerie, le total de troupes se monte à environ 30 000 hommes. La Pologne possède quelques pièces d'artillerie, des bombardes, et des armes à feu plus légères commencent à être utilisées mais sont encore inefficaces comparées à l'arbalète. Le concept de forteresse de wagons, appris des Bohémiens, devient une tactique importante.
L'armée des états prussiens est également formée de conscrits, les cités fournissant des unités d'environ 750 hommes pour un total d'environ 16 000, plus quelques milliers de paysans constitués en infanterie. Les Prussiens ont également plus d'artillerie que les Polonais et ont une petite marine, venant pour une part de navires marchands armés et d'autre part de corsaires ayant été engagés.
L'Ordre teutonique a, en 1454, perdu la plupart de ses arsenaux mais est capable de lever des armées formées de chevaliers loyaux à l'Ordre et de paysans. Toutefois, la plus grande partie de ses forces sont des mercenaires, venant principalement d'Allemagne et de Bohême.

## Déroulement du conflit

### Phase initiale
Dès le mois de février 1454, l'armée mise sur pied par la Confédération prussienne met le siège devant la cité et la forteresse de Marienbourg, capitale de l'Ordre teutonique, mais sans grand succès. Au mois de mars, des renforts, principalement venus de Saxe arrivent pour aider les chevaliers teutoniques et entrent en Prusse, s'emparant de Konitz, une ville très importante sur le plan stratégique car située sur la route allant de la Pologne à l'embouchure de la Vistule.
Les Prussiens envoient alors une armée reprendre la ville et commencent à faire son siège à partir de la fin du mois d'avril, mais sans grande efficacité une nouvelle fois, par manque de pièces d'artillerie. Le roi Casimir IV, qui a reçu l'allégeance officielle de la Confédération, lève à son tour une armée qu'il envoie aider ses alliés à s'emparer de Konitz et de Marienbourg. Mais ces unités ne sont pas adaptés à mener des sièges et la situation ne change guère, même si les Prussiens s'emparent de Stuhm le 8 août 1454. Les chevaliers teutoniques se défendent habilement et, lors d'une attaque surprise, mettent même en déroute des renforts venus de Dantzig.
La situation s'aggrave pour les Polonais lorsqu'une armée de mercenaires de 9 000 cavaliers et 6 000 fantassins, ainsi que de l'artillerie et des wagons de guerre, commandée par le prince de Sagan, vient au secours des chevaliers teutoniques et entre en Prusse au mois de septembre. Cette armée se dirige vers Konitz pour faire lever le siège de la cité et Casimir IV se met alors en personne à la tête d'une force d'environ 20 000 hommes (dont 16 000 cavaliers) et marche à sa rencontre. Le 18 septembre, les deux armées se rencontrent à la bataille de Konitz, une grande victoire pour l'Ordre teutonique, lors de laquelle plus de 3 000 Polonais sont tués.
L'armée polonaise bat en retraite et les chevaliers teutoniques reprennent Stuhm et s'emparent également d'autres villes telles que Dirschau et Marienwerder, mais les cités les plus importantes refusent de rendre les armes et l'Ordre teutonique commence à avoir des difficultés à payer ses mercenaires. Casimir IV, de son côté, lève une autre armée et, pour cela, est obligé de faire de nombreuses concessions à la noblesse polonaise. Néanmoins, il réunit avant la fin de l'année une armée de plus de 30 000 hommes devant laquelle les chevaliers teutoniques se replient, trouvant le combat trop risqué. Mais cette armée est aussi inapte que la précédente quand il s'agit de prendre des villes et la situation n'évolue guère.

### De 1455 à 1461
Au début de l'année 1455, Casimir IV doit se rendre en Lituanie pour y calmer l'opposition et se trouve forcé d'y rester jusqu'à l'été. Pendant ce temps, l'Ordre teutonique en profite pour reprendre le contrôle de toute la Prusse-Orientale, s'emparant de toutes les villes de la région l'une après l'autre, la dernière à tomber étant Kneiphof le 14 juin. Les pays étrangers commencent à se mêler à la guerre, l'empereur Frédéric III met au ban de l'Empire la Confédération prussienne et, au mois de septembre, le pape Calixte III menace d'excommunication les Prussiens et leurs alliés si une paix n'est pas conclue avec l'Ordre.

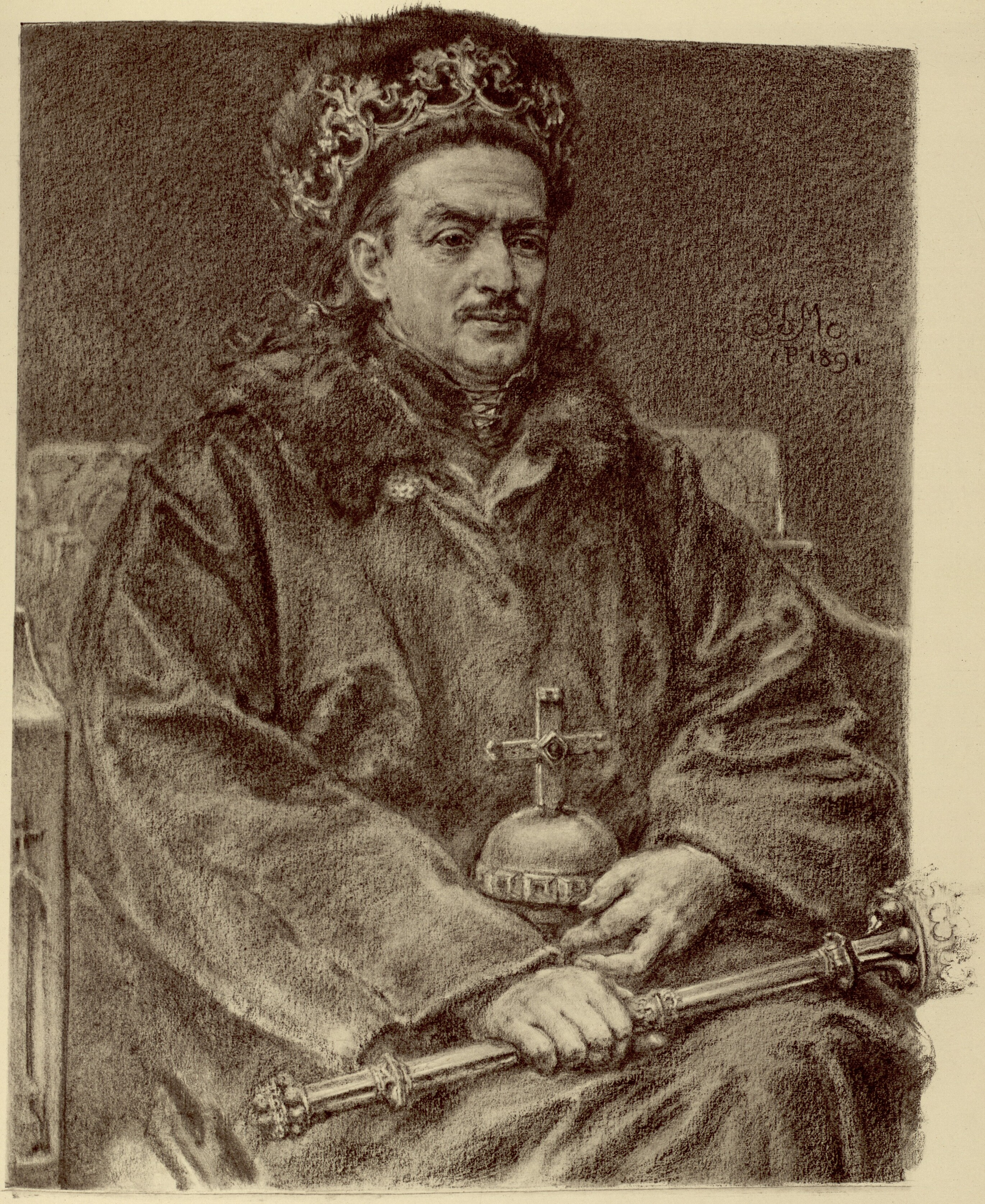
Casimir IV Jagellon.

Une médiation est alors mise en place par Frédéric II, électeur du Brandebourg, mais les négociations échouent car les chevaliers teutoniques, grâce à leurs récents succès, se refusent à faire des compromis. Dès lors, la situation s'enlise, les opérations se limitant à quelques raids et petites escarmouches. Cependant, l'Ordre n'arrive plus à payer ses mercenaires et ceux-ci, conformément aux accords passés préalablement, prennent donc possession des châteaux de Marienbourg, Dirschau et Eylau, qu'ils cherchent aussitôt à vendre. Après de longues négociations avec les mercenaires, le royaume de Pologne réunit 190 000 pièces d'or et achète les trois forteresses aux mercenaires, qui les transfèrent aux Polonais le 6 juin 1457. Deux jours plus tard, Casimir IV fait son entrée à Marienbourg et les Polonais s'attendent alors à ce que la guerre prenne fin rapidement mais les chevaliers teutoniques reprennent l'offensive et, par une attaque surprise, reprennent la cité de Marienbourg le 28 septembre (la forteresse restant sous le contrôle des Polonais) puis les villes d'Eylau et de Culm.
Au printemps 1458, Casimir IV lève une nouvelle armée avec laquelle il pénètre en Prusse. Cette armée arrive devant Marienbourg le 10 août mais se révèle incapable de prendre la ville, en grande partie à cause d'un commandement inapte, et les nobles polonais désertent quand leurs demandes de prise d'assaut de la cité sont refusées. Des négociations s'organisent alors et une période de trêve, qui va durer neuf mois, s'instaure. Mais ces négociations échouent une nouvelle fois et la guerre reprend donc, les chevaliers teutoniques connaissant quelques succès limités sans grande envergure.
Le 21 mars 1460, l'armée polonaise, avec le renfort de troupes de Dantzig, met une nouvelle fois le siège devant Marienbourg mais avec plus d'artillerie et un commandant plus efficace. Cette fois, la ville finit par capituler le 5 juillet. Mais, toujours au mois de juillet, l'Ordre teutonique inflige une défaite à l'armée de Dantzig près de Praust et brûle les faubourgs de la cité. Les chevaliers teutoniques s'emparent alors peu à peu de nombreuses cités prussiennes telles que Lauenburg, Bütow, Putzig (en polonais : Puck) et Schwetz et la situation des Polonais devient grave, Casimir IV étant de plus en conflit avec le pape Pie II. Le roi de Pologne appelle à une nouvelle levée en masse mais la plupart des nobles refusent d'y participer, ce qui convainc le roi de mettre sur pied une armée professionnelle.

### Conclusion de la guerre
Cette nouvelle armée polonaise est mise sur pied en 1461 grâce à de nouvelles taxes et s'empare de quelques châteaux, dont ceux de Schwetz et de Stuhm. Mais c'est seulement en 1462 que les Polonais vont lancer une offensive sérieuse, s'emparant de Frauembourg et surtout triomphant lors de la bataille de Puck le 17 septembre où les chevaliers teutoniques perdent plus de mille hommes (contre deux cent cinquante aux Polonais). Cette victoire marque le tournant de la guerre car elle libère Dantzig, permet de couper les lignes d'approvisionnement de l'Ordre et a un fort impact psychologique.

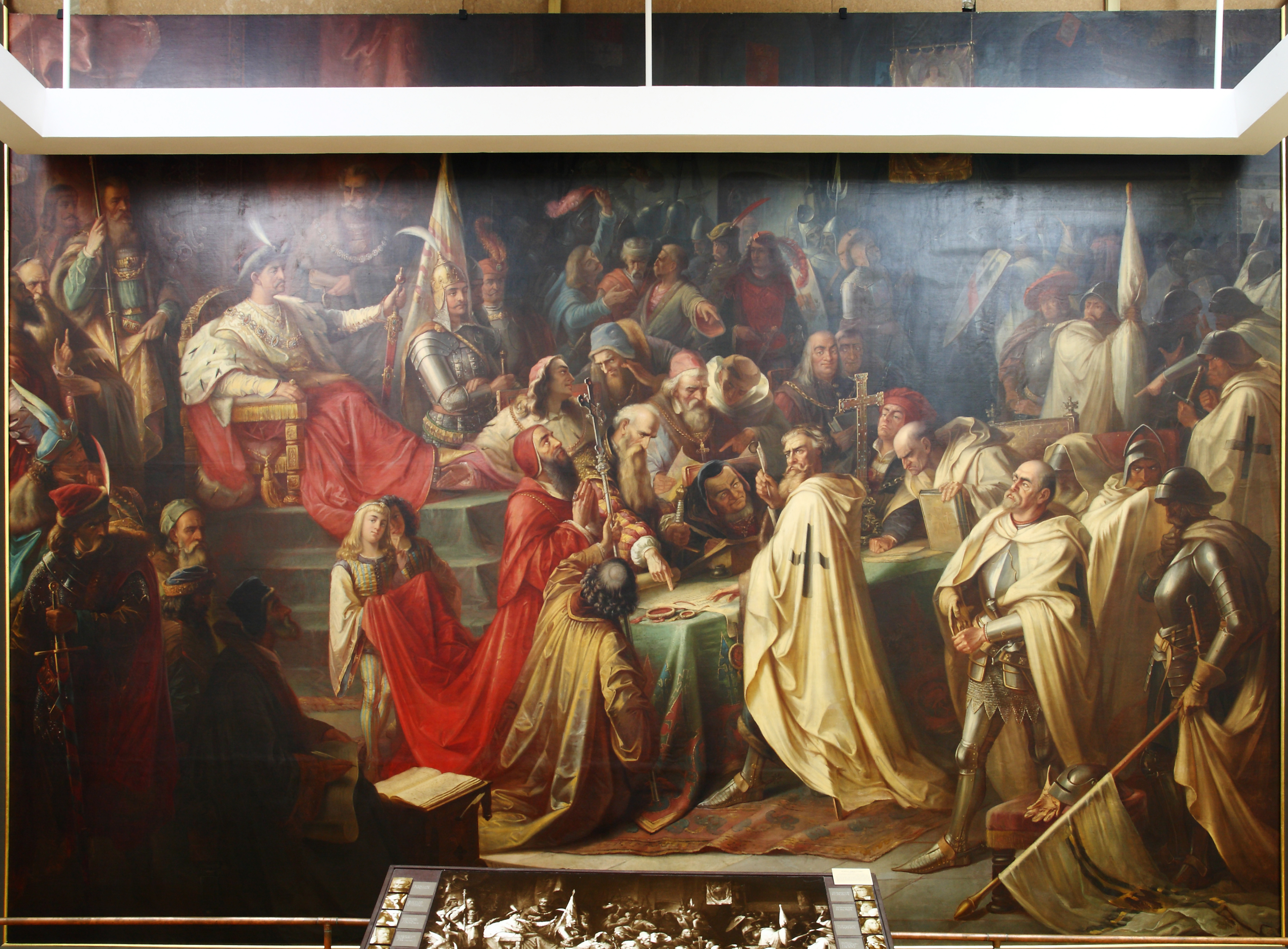
Le traité de Thorn par M. Jaroczyński, 1873.

En 1463, l'armée polonaise met le siège devant Mewe, une ville d'une grande importance stratégique pour l'Ordre teutonique. Le grand maître de l'Ordre décide donc d'envoyer des renforts pour la secourir, mais la flotte teutonique qui les transporte est vaincue le 15 septembre par celle de la Confédération prussienne lors de la bataille de la lagune de la Vistule et Mewe finit par capituler au mois de janvier 1464.
Les chevaliers teutoniques commencent à avoir de graves problèmes financiers et Casimir IV est confronté pour sa part à de nouveaux troubles en Lituanie, aussi de nouvelles négociations sont entamées mais celles-ci échouent encore. L'armée polonaise continue alors son offensive, capturant de nombreux châteaux et finissant par s'emparer de la ville-clé de Konitz le 28 septembre 1466. L'Ordre teutonique, épuisé, cherche une nouvelle fois à négocier et, avec l'aide de la médiation du nouveau pape Paul II, le traité de Thorn est signé le 19 octobre. Par celui-ci, les chevaliers teutoniques cèdent la partie occidentale de la Prusse à la Pologne, qui en fait une province autonome dénommée Prusse royale, alors que la Prusse-Orientale reste sous le contrôle teutonique, mais en tant que vassale de la Pologne.